# Berthold Haendcke
Berthold Haendcke (* 2. Juli 1862 in Altona; † 11. April 1951 in Meiningen) war ein deutscher Kunsthistoriker.

## Leben
Der Sohn des Altonaer Verlegers Heinrich Friedrich Samuel Haendcke und dessen Frau Bertha (geb. Lehmkuhl) ist in einem elterlichen Haus mit gehobenem Lebensstil aufgewachsen und hatte seine Jugendjahre in Hamburg erlebt. Er hatte bei Heinrich Brunn (1822–1894) und Berthold Riehl (1858–1911) an der Universität München, bei Jacob Burckhardt an der Universität Basel und bei Herman Grimm an der Universität Berlin studiert. Er promovierte mit 23 Jahren mit der Auszeichnung summa cum laude zum Doktor der Philosophie. Danach absolvierte er kunstgeschichtliche Reisen, die ihn durch Mitteleuropa, nach Italien und Spanien führten. 1888 habilitierte er sich mit einer Schrift über die Mariendarstellungen, die jedoch nicht mehr erhalten ist, an der Universität Bern.
Nach einiger Zeit als Privatdozent für Kunstgeschichte wechselte er 1894 in gleicher Funktion an die Universität Jena. Zum Sommersemester 1895 folgte er dem Ruf an die Universität Königsberg als zunächst außerordentlicher und ab 1899 ordentlicher Professor der Kunstgeschichte.  Er war damit verbunden Direktor des Kunsthistorischen Instituts in Königsberg. Haendcke beteiligte sich auch an den organisatorischen Aufgaben der Königsberger Hochschule. So war er mehrfach Dekan der philosophischen Fakultät und bekleidete im Jahr 1909/10 das Rektorat der Universität. Nachdem man ihn zum Geheimen Regierungsrat ernannt hatte, wurde er am 1. Oktober 1927 emeritiert. Die Ereignisse des Zweiten Weltkrieges führten ihn nach Thüringen, wo er an einer Rippenfellentzündung im Meininger Krankenhaus verstarb.
Haendcke war ein Kunsthistoriker, der sich viel mit den Werken Albrecht Dürers und dessen Beziehungen zu Italien beschäftigt hatte. Vergleichende Analysen zur Gotik und ihre Weiterentwicklung bis zur Renaissance in unterschiedlichen europäischen Ländern bildeten den Schwerpunkt seiner Arbeit. Zudem hatte er auch andere Kunstepochen analysiert und ausgewertet, vor allem auch im Bezug zu seiner eigenen Arbeit in Königsberg. Seine Arbeit war auch immer darauf fokussiert, dass sich wissenschaftlichen Forschungen der Allgemeinheit erschließen und so zu einem allgemeingültigen Gut des Bewusstseins der Menschheit werden konnten.

## Veröffentlichungen (Auswahl)
Haendcke hatte eine Vielzahl von Aufsätzen in diversen Zeitschriften seiner Zeit hinterlassen. Zudem sind eigenständige Veröffentlichungen im Druck erschienen.
- Berthold Furtmeyr, sein Leben und seine Werke. Hamburg 1885
- Nikolaus Manuel Deutsch als Künstler. Frauenfeld, 1889
- Daniel Lindtmayer, nach den Handzeichnungen im kgl. Kunstgewerbe-Museum und kgl. Kupferstichkabinett. In: Jahrbuch der königlich preußischen Kunstsammlungen Bd. 10, 1889
- Arnold Böcklin in seiner historischen und künstlerischen Entwickelung. Hamburg 1890
- Bibliographie der schweizerische Landeskunde, Architektur, Plastik, Malerei. Bern 1892
- Hans Sterr, der Glasmaler von Bern. 1892
- Die schweizerische Malerei im 16. Jahrhundert, diesseits der Alpen und unter Berücksichtigung der Glasmalerei, des Formschnittes und des Kupferstiches. Aarau 1893
- Die Pannerträger der dreizehn alten Orte nach den Holzschnitten Urs Graf. Aarau und Basel 1893
- Geschichte der schweizerischen Malerei des 16. Jahrhunderts. 1893
- Urs Graf und sein Pannerträger. 1893
- mit August Müller: Das Münster in Bern. Basel 1894
- Dürers Beziehungen zu Jacopo de Barbari, Pollaiuolo und Bellini. In: Jahrbuch der königlich preußischen Kunstsammlungen Bd. 19, 1898, S. 161–170
- Die Chronologie der Landschaften Albrecht Dürers. Straßburg 1899
- Max Klinger als Künstler (= Über Kunst der Neuzeit Heft 2). Straßburg 1899
- Studien zur Geschichte der spanischen Plastik. Juan Martinez, Alonso Cano, Pedro de Mena, Fracisco Zarcillo (= Kunstgeschichte des Auslands. Heft 1). Straßburg 1900
- Studien zur Geschichte der sächsischen Plastik der Spätrenaissance und Barockzeit. Dresden 1903 (Digitalisat)
- Kind und Kunst. Leipzig 1906
- Deutsche Kultur im Zeitalter des dreißigjährigen Krieges. Leipzig 1906
- Deutsche Kunst und die natürliche Umwelt (= Vortragsstoffe für Volks- und Familienabende Reihe 1, Heft 28). Leipzig 1908 (Umschlag 1907)
- Deutsche Kunst im täglichen Leben bis zum Schlusse des 18. Jahrhunderts. Leipzig 1907
- Die Rolle der Hand im gemalten Bildnis In: Westermanns Monatsheften Jg. 1907, S. 663–676
- Kunstanalysen aus neunzehn Jahrhunderten, ein Handbuch für die Betrachtung von Kunstwerken. Braunschweig 1908.
- Der unbekleidete Mensch in der christlichen Kunst seit neunzehn Jahrhunderten. Eine kunst- und kulturgeschichtliche Untersuchung. Straßburg 1910
- Martin Luthers Reformation und die Kunst. 1917
- Entwicklungsgeschichte der Stilarten. Bielefeld 1913, Bielefeld 1924
- Der franzöesisch-deutsch-niederländische Einfluss auf die italienische Kunst von etwa 1200 bis etwa 1650. Straßburg 1925
- Schuf die Frau die deutsche Kultur? Graz und Salzburg 1933
- Germanien und das Morgenland von den Anfängen bis zur Gegenwart, eine kunstgeschichtlich-handelsgeschichtliche Untersuchung. Leipzig 1942 (Digitalisat).